# Клаудио Лопес
Кла́удио Хавие́р Ло́пес (на испански: Claudio Javier López, испанско произношение: [ˈklauðjo ˈlopes]) е бивш аржентински футболист играл като нападател. След края на състезателната си кариера става автомобилен състезател.
От 2014 г. е спортен директор на състезаващия се в Мейджър Лийг Сокър отбор на Колорадо Рапидс.

## Успехи
Валенсия
- Купа на краля (1): 1998–99
- Суперкопа де Еспаня (1): 1999

 Лацио
- Суперкупа на Италия (1): 2000
- Купа на Италия (1): 2003–04

 Клуб Америка
- Примера дивисион (1): Клаусура 2005
- Суперкупа на Мексико (1): 2004–2005
- Шампионска лига на КОНКАКАФ (1): 2006